# Togiankauz

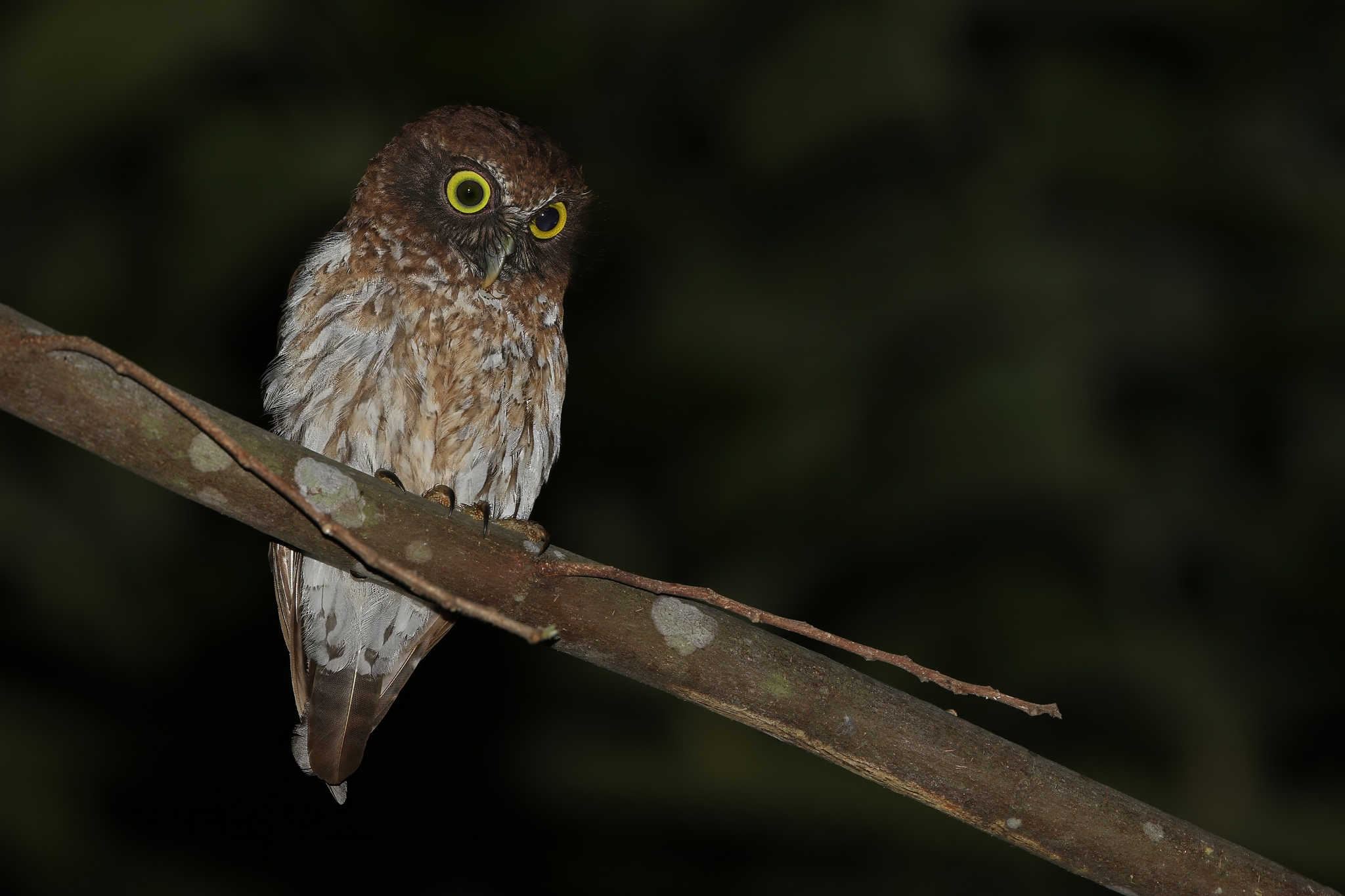
Togiankauz in Sulawesi Tengah, Indonesien

Der Togiankauz oder Togian-Falkenkauz (Ninox burhani) ist eine Eulenart aus der Gattung der Buschkäuze. Er kommt nur auf den indonesischen Togianinseln vor.

## Merkmale
Ein einzelnes Exemplar hatte eine Länge von 25 Zentimetern. Das Gewicht beträgt 98 bis 100 Gramm. Die Oberseite ist dunkelbraun mit feinen weißlichen oder hellbraunen Flecken oder Bändern. Die weißliche Unterseite ist fleckig und braun gestreift. Die Augen sind gelb bis orangegelb, die Augenbrauen hell braunoliv. Der Schnabel ist cremefarben bis grau mit grünlichem First. Die Beine sind schlank und unbefiedert, die Zehen mit Borsten und dunkel hornfarbenen Krallen.

## Lebensweise
Er bewohnt den tropischen Tieflandregenwald und auch gemischte Gärten in der Nähe von Siedlungen. Nahrung und Jagdverhalten sind nicht bekannt. Die charakteristische Stimme äußert sich in einem krächzenden Gesang aus zwei bis vier Tönen ko-koko-ok und einzelnen Lauten.

## Verbreitung
Die Art lebt endemisch im Togian-Archipel im Golf von Tomini im Norden Sulawesis.